# 矢波駅
矢波駅（やなみえき）は石川県鳳珠郡能登町矢波にあった、のと鉄道能登線の駅。

## 歴史
- 1960年（昭和35年）4月17日：日本国有鉄道（国鉄）能登線の駅として開業[2]。気動車の旅客のみを取り扱う駅員無配置駅[3]。
- 1987年（昭和62年）4月1日：国鉄分割民営化により西日本旅客鉄道に承継される[1]。
- 1988年（昭和63年）3月25日：のと鉄道に転換[1]。
- 2005年（平成17年）4月1日：能登線廃止に伴い廃駅。

## 駅構造
単式ホーム1面1線を持つ地上駅。無人駅であり、ホーム上に待合所があるのみ。

## 廃止後
- 国道側のバス停へのアクセスのため、ホームを一部切り崩して通路を設置している。その後、ホームの穴水駅側半分が撤去され、矢波地区の集会場が建設された。

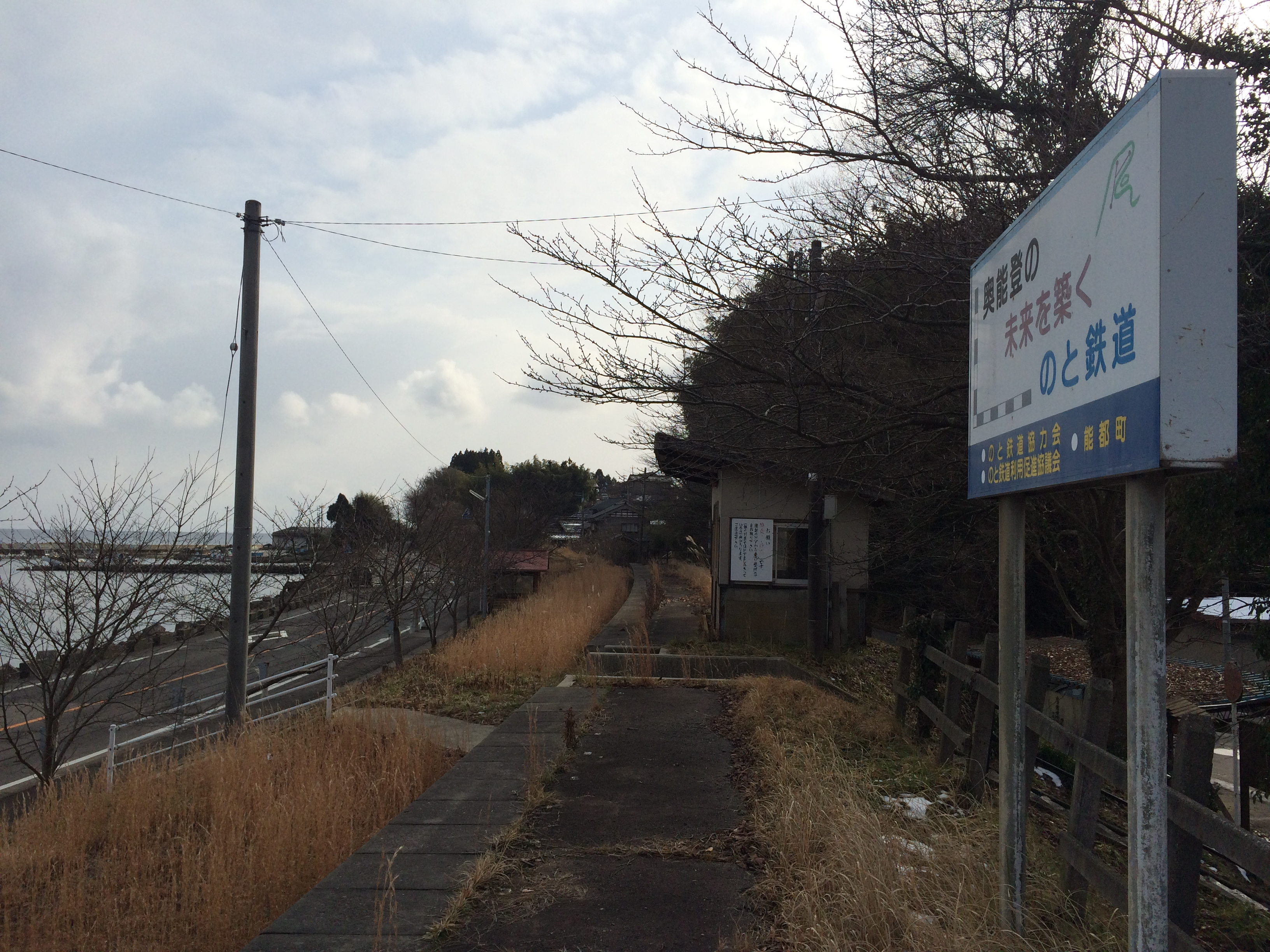
七見駅方面（待合室撤去前）（2014年2月）
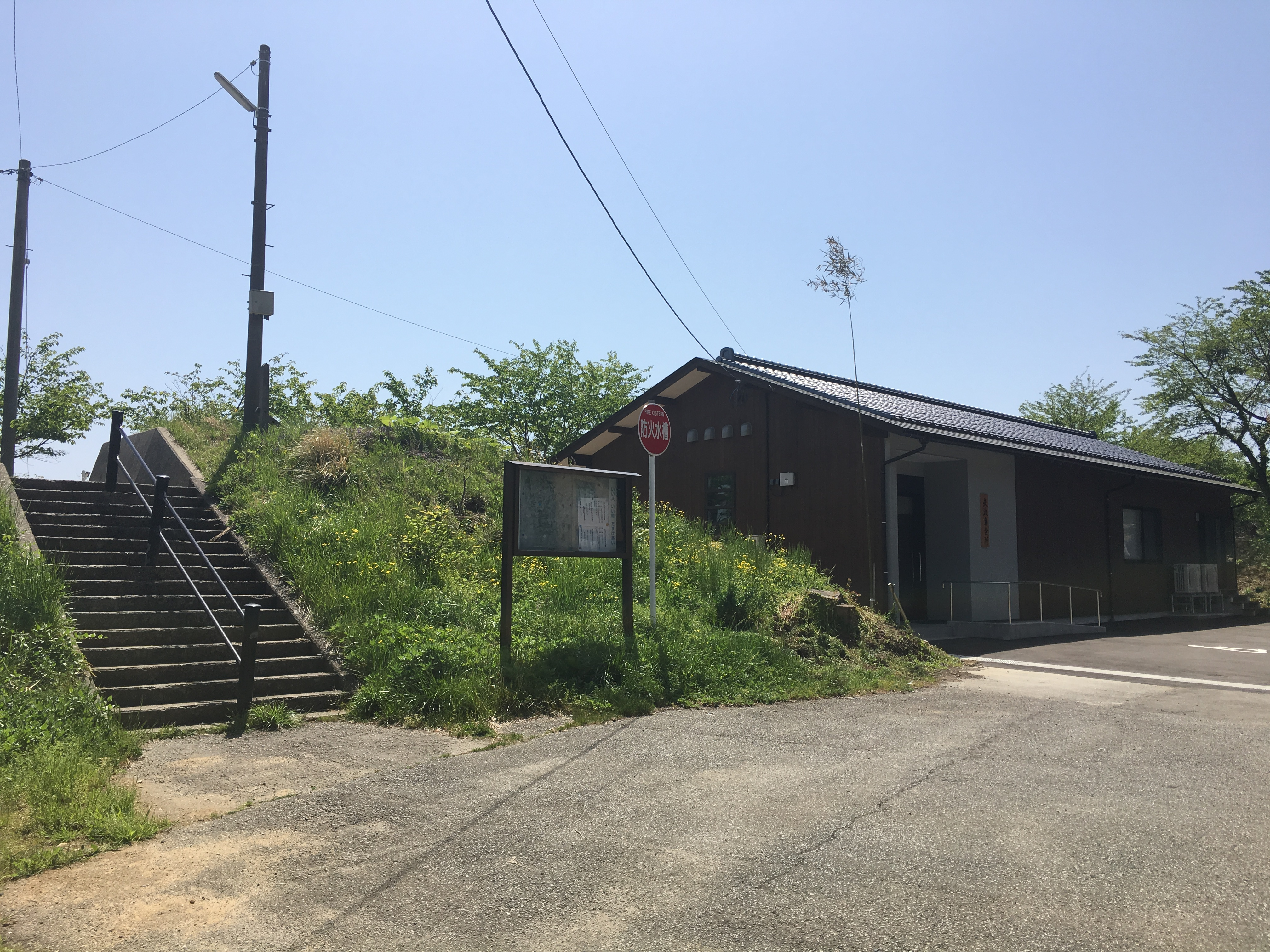
ホーム入口階段と矢波地区集会場（2017年5月）
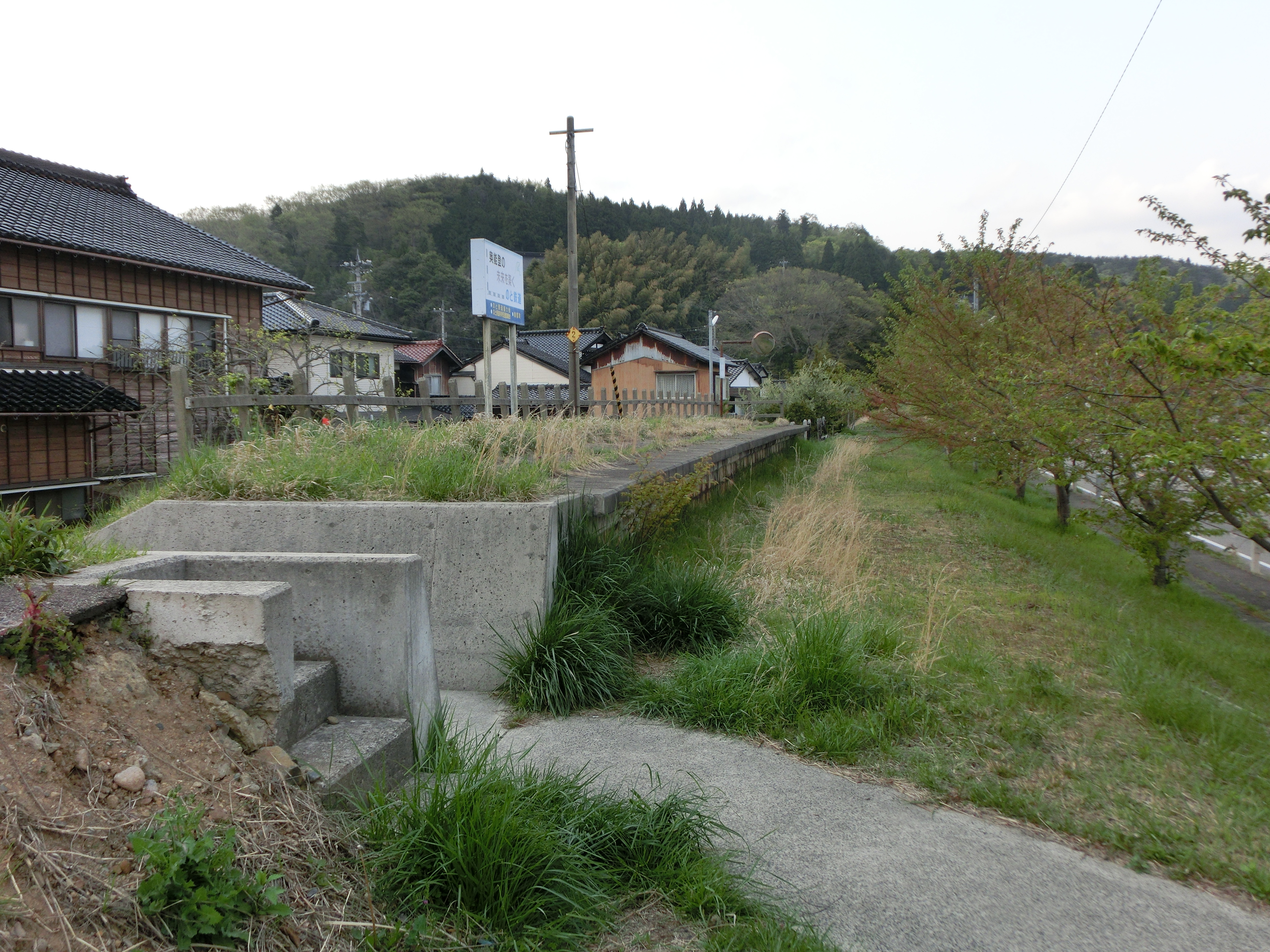
波並駅方面 (2017年4月)

## 駅周辺
- 国道249号

## 隣の駅
のと鉄道
能登線
七見駅 - 矢波駅 - 波並駅